# Tenuiphantes crassus
Tenuiphantes crassus là một loài nhện trong họ Linyphiidae.
Loài này thuộc chi Tenuiphantes. Tenuiphantes crassus được Andrei V. Tanasevitch & Michael Ilmari Saaristo miêu tả năm 2006.